# Sam Nunn
Samuel Augustus Nunn , Jr., detto Sam (Macon, 8 settembre 1938), è un politico e avvocato statunitense, senatore per lo stato della Georgia dal 1972 al 1997.

## Biografia
Figlio del politico Samuel Augustus Nunn e pronipote del deputato Carl Vinson, Nunn si laureò in legge e lavorò come avvocato per alcuni anni prima di entrare in politica con il Partito Democratico. Dopo essere stato eletto all'interno della legislatura statale della Georgia nel 1968, Nunn decise di candidarsi al Senato nella tornata elettorale del 1972 e riuscì a vincere. Gli elettori lo riconfermarono senatore per altri tre mandati nel 1978, nel 1984 e nel 1990, ma nel 1996 rifiutò un ulteriore mandato motivandolo con la perdita di entusiasmo.
Durante la sua permanenza al Congresso Nunn fu uno dei senatori più potenti e influenti; i suoi rapporti con i colleghi furono sempre molto distesi e positivi e collaborò molto anche con i repubblicani. Insieme a Dick Lugar, fu promotore del programma che venne poi denominato Nunn–Lugar Cooperative Threat Reduction, che prevedeva un accordo con la Russia mirato allo smaltimento delle armi nucleari sovietiche. Per questo suo impegno, Nunn venne considerato diverse volte come possibile candidato alla carica di Segretario della Difesa e ottenne almeno tre volte la nomination per il premio Nobel per la pace (2000, 2002, 2005).
Ideologicamente Nunn è sempre stato considerato un democratico decisamente moderato, con delle vedute liberali solo su particolari argomenti come l'aborto, la difesa dell'ambiente e il controllo delle armi. Nunn fu membro della Massoneria e raggiunse il 33º ed ultimo grado del Rito scozzese antico ed accettato. Dal matrimonio con Colleen O'Brien, un'ex impiegata della CIA, Nunn ha avuto due figli: Brian e Michelle, candidata al Senato per le elezioni che avranno luogo nel novembre del 2014.